# Miejska przestrzeń zielona

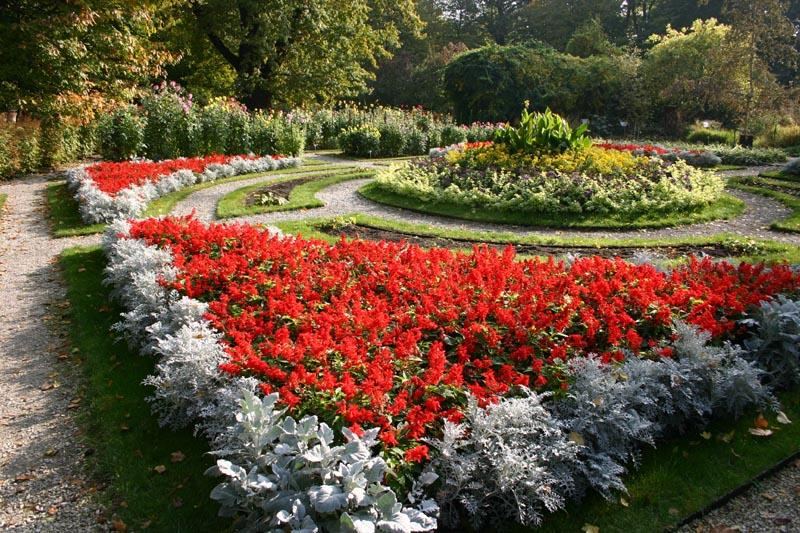
Łazienki Królewskie w Warszawie

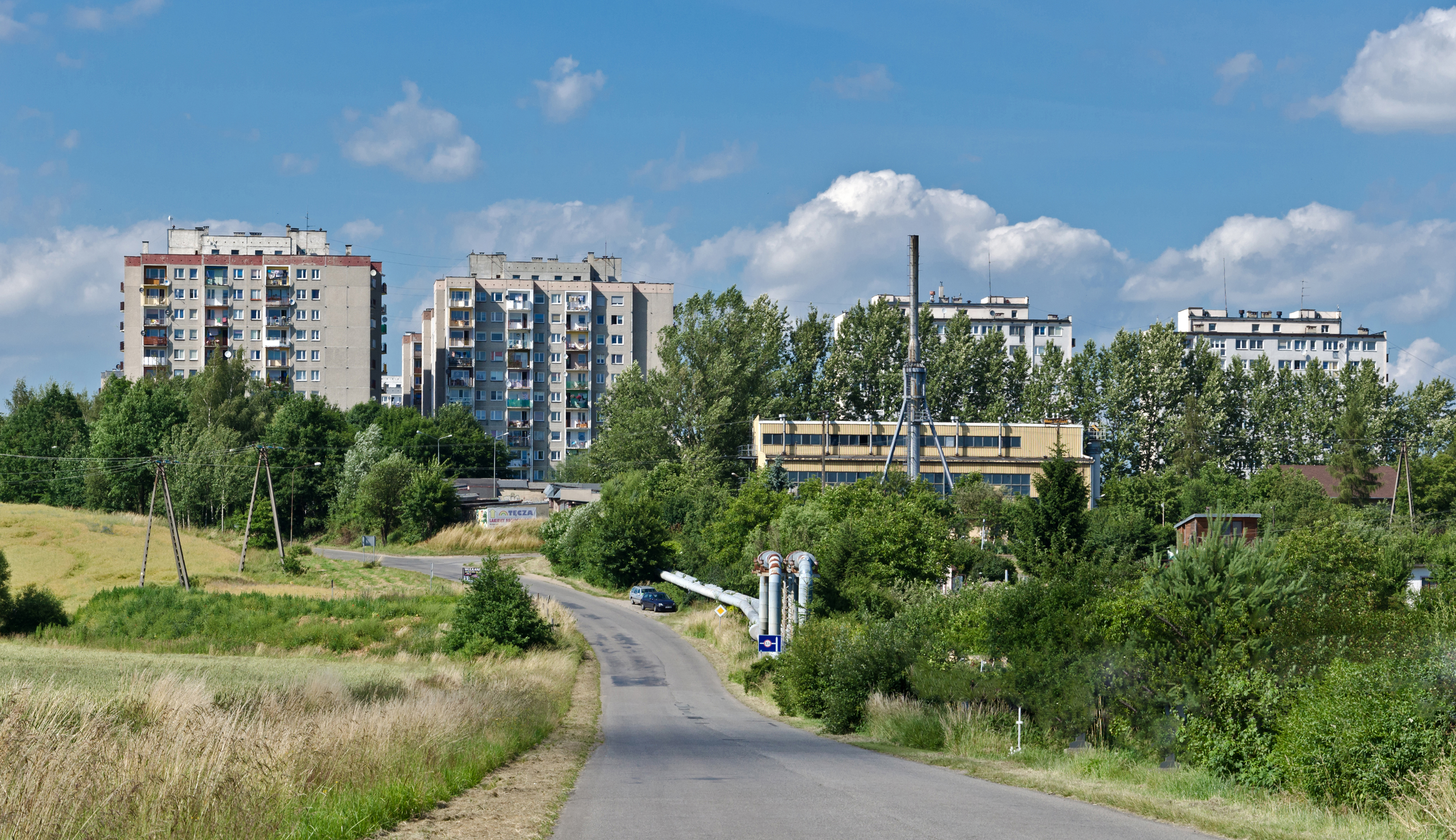
Kościelniki – dzielnica Kłodzka

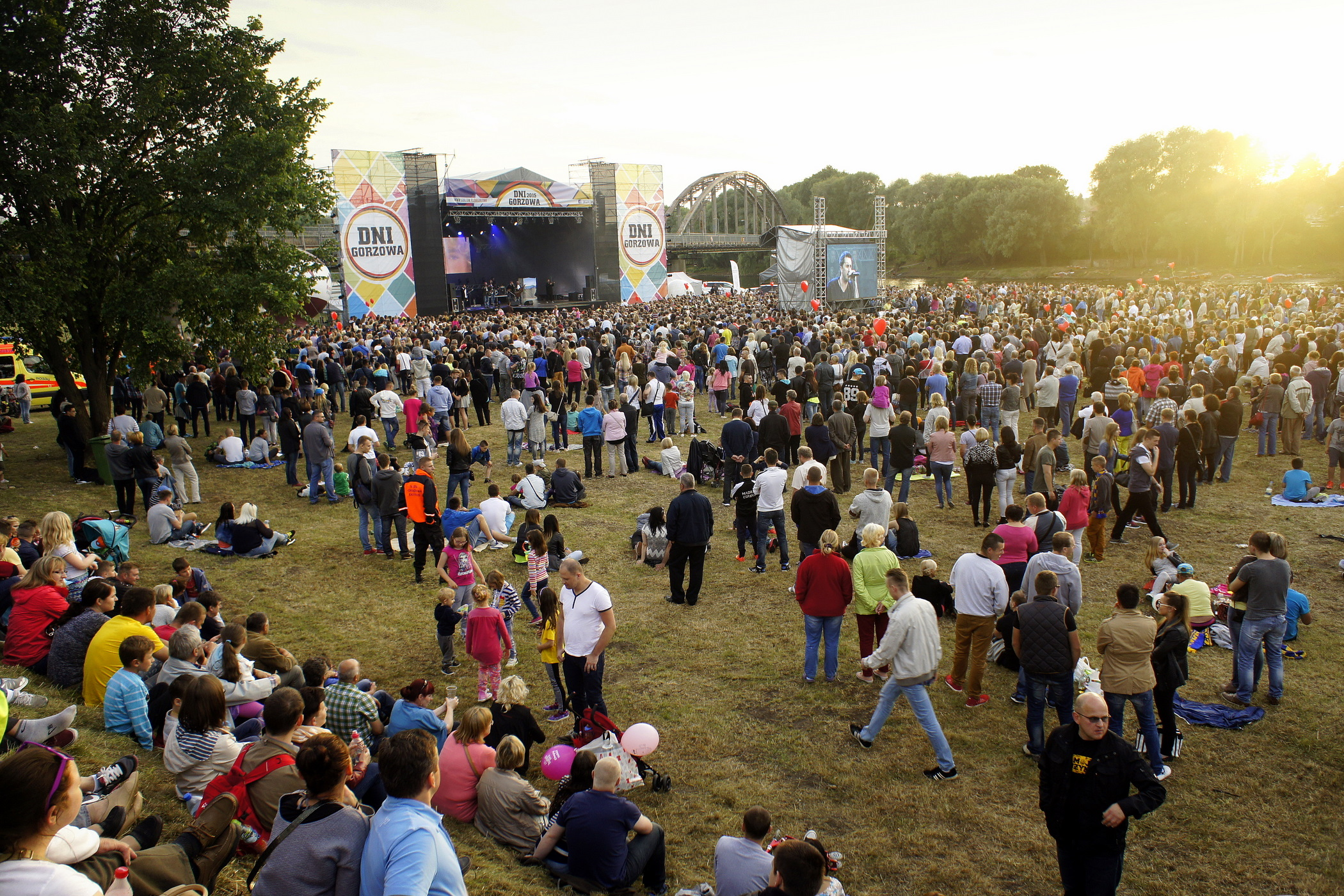
Błonia nadwarciańskie w Gorzowie Wlkp.

Miejska przestrzeń zielona – obszar zieleni w obrębie miasta, spełniający zwykle różne funkcje. Podobnie jak każda przestrzeń w mieście może ona być niepubliczna bądź publiczna, ogólnodostępna bądź o ograniczonym dostępie.
Rodzaje miejskiej przestrzeni zielonej: 
- ogród niepubliczny
- ogród działkowy
- zieleń izolacyjna
- zieleń towarzysząca, w tym zieleń w ciągach komunikacji
- ogród miejski, w tym ogród botaniczny i ogród zoologiczny
- park miejski
- las miejski
- park rolniczy

W obrębie miasta może znajdować się część zielonego obszaru chronionego, np. parku krajobrazowego.
Zieleń występować może również w obrębie szerszych założeń urbanistycznych. I tak np. w obrębie osiedli mieszkaniowych występuje osiedlowa zieleń uzupełniająca, zwykle jest też istotnym elementem aranżacji nowoczesnych ośrodków typu park technologiczny, park przemysłowy oraz parków rozrywki.
W źle zaplanowanej tkance urbanistycznej (będącej skutkiem niekontrolowanego rozwoju, dewastacji bądź nieharmonijnego układu funkcjonalnego) zieleń miejska pojawia się w zdegradowanej formie miejskiego nieużytku czy „martwego” funkcjonalnie elementu uzupełniającego.